# Tom Huddlestone
Thomas Andrew Huddlestone (født 28. december 1986) er en engelsk fodboldtræner, og tidligere fodboldspiller, som er del af trænerstaben hos League One-klubben Wigan Athletic.

## Klubkarriere

### Derby County
Huddlestone begyndte sin karriere hos Derby County, og fik sin førsteholdsdebut i en alder af bare 16 år den 9. august 2003 i et 0-3 nederlag til Stoke City. Trods sin unge alder, så etablerede Huddlestone sig over de næste sæsoner som en fast mand på holdet.

### Tottenham Hotspur
Huddlestone skiftede i januar 2005 til Tottenham Hotspur. Han blev i oktober af samme år udlejet til Wolverhampton Wanderers.
Huddlestone fik sit gennembrud på førsteholdet i i 2006-07 sæsonen, og spillede over de næste syv sæsoner mere end 200 kampe for klubben.

### Hull City
Huddlestone skiftede i august 2013 til Hull City. Han spillede fire sæsoner som fast mand hos klubben.

### Derby County retur
Huddlestone skiftede i juli 2017 tilbage til sin første klub Derby County.

### Hull City retur
Huddlestone skiftede i august 2021 tilbage til Hull City.

### Manchester United
Huddlestone skiftede i august 2022 til Manchester United, hvor han indtog rollen som spillende træner for U/21-holdet. Han forblev i denne rolle i to år, og forlod klubben i juli 2024. Herpå annoncerede han, at han stoppede spillerkarrieren.

## Landsholdskarriere

### Ungdomslandshold
Huddlestone har repræsenteret England på flere ungdomsniveauer.

### Seniorlandshold
Huddlestone debuterede for Englands landshold den 14. november 2009.

## Trænerkarriere
Huddlestone blev i juli 2024 hyret som del af trænerstaben hos League One-klubben Wigan Athletic under cheftræner Shaun Maloney.